# Gan Charles Clore
Gan Charles Clore (hebreiska: גן צ’רלס קלור) är en park i Israel.   Den ligger i distriktet Tel Aviv-distriktet, i den norra delen av landet. Gan Charles Clore ligger 4 meter över havet.
Terrängen runt Gan Charles Clore är platt. Havet är nära Gan Charles Clore åt nordväst. Runt Gan Charles Clore är det mycket tätbefolkat, med 4 670 invånare per kvadratkilometer. Närmaste större samhälle är Jaffa, 1,8 km sydväst om Gan Charles Clore. Runt Gan Charles Clore är det i huvudsak tätbebyggt.